# Élections générales ontariennes de 1890
 (juin 2014).
Si vous disposez d'ouvrages ou d'articles de référence ou si vous connaissez des sites web de qualité traitant du thème abordé ici, merci de compléter l'article en donnant les références utiles à sa vérifiabilité et en les liant à la section « Notes et références ».
L'élection générale ontarienne de 1890 se déroule le 5 juin 1890 afin d'élire les 91 députés de la 7e législature (en) à l'Assemblée législative de l'Ontario (Canada). Il s'agit de la 7e élection générale depuis la confédération canadienne de 1867.
Le Parti libéral dirigé par Oliver Mowat est réélu d'un sixième mandat majoritaire consécutif, bien que son parti perd un petit nombre de sièges à l'Assemblée législative.
Le Parti conservateur toujours dirigé par William Ralph Meredith remporte deux sièges supplémentaires.

## Résultats
| Parti libéral | Libéral-Equal Rights (en) | Parti conservateur | Conservateur-Equal Rights |
| 53 sièges     | 2 sièges                  | 34 sièges          | 2 sièges                  |
| ^             |                           |                    |                           |
| majorité      |                           |                    |                           |

| Parti | Parti                     | Chef                   | Sièges | Sièges | Sièges  | Voix | Voix |
| Parti | Parti                     | Chef                   | 1886   | Élus   | % Diff. | %    | Diff |
| ----- | ------------------------- | ---------------------- | ------ | ------ | ------- | ---- | ---- |
|       | Libéral                   | Oliver Mowat           | 57     | 53     | -7.0%   |      |      |
|       | Libéral-Equal Rights (en) |                        | *      | 2      |         |      |      |
|       | Conservateur              | William Ralph Meredith | 32     | 34     | +6.3%   |      |      |
|       | Conservateur-Equal Rights |                        | *      | 2      |         |      |      |
|       | indépendant               |                        | 1      | -      |         |      |      |
| Total | Total                     | Total                  | 90     | 91     | +1.1%   |      |      |

## Source
- (en) Cet article est partiellement ou en totalité issu de l’article de Wikipédia en anglais intitulé « Ontario general election, 1890 » (voir la liste des auteurs).